# Арсинское сельское поселение
Арсинское се́льское поселе́ние — муниципальное образование в Нагайбакском районе Челябинской области Российской Федерации. В рамках административно-территориального устройства муниципальное образование  соответствует административно-территориальной единице Арсинский сельсовет.
Административный центр — посёлок Арсинский.

## История
Статус и границы сельского поселения установлены Законом Челябинской области от 9 июля 2004 года № 245-ЗО «О статусе и границах Нагайбакского муниципального района, городского и сельских поселений в его составе».

## Население
| 2002  | 2010  | 2011  | 2012  | 2013  | 2014  | 2015  |
| ----- | ----- | ----- | ----- | ----- | ----- | ----- |
| 1698  | ↘1334 | ↘1330 | ↘1266 | ↘1207 | ↘1153 | ↘1126 |
| 2016  | 2017  | 2018  | 2019  | 2020  | 2021  |       |
| ↘1109 | ↗1112 | ↘1076 | ↘1044 | ↘1008 | ↗1063 |       |

## Состав сельского поселения
| № | Населённый пункт | Тип населённого пункта          | Население |
| - | ---------------- | ------------------------------- | --------- |
| 1 | Арсинский        | посёлок, административный центр | ↘1068     |
| 2 | Калининский      | посёлок                         | ↘184      |
| 3 | Копаловский      | посёлок                         | ↘82       |